# Collegio elettorale di Brescia - Flero
Il collegio di Brescia - Flero fu un collegio elettorale uninominale della Repubblica Italiana per l'elezione della Camera dei deputati. Apparteneva alla circoscrizione Lombardia 2 e fu utilizzato per eleggere un deputato nella XII, XIII e XIV legislatura.
Venne istituito nel 1993 con la cosiddetta Legge Mattarella (Legge n. 277, Nuove norme per l'elezione della Camera dei deputati), attuata in seguito al referendum abrogativo del 1993. La legge istituì per la Camera dei deputati e per il Senato della Repubblica un sistema di elezione misto, in parte maggioritario e in parte proporzionale. Il 75% dei parlamentari dell'assemblea veniva eletto in collegi uninominali tramite sistema maggioritario a turno unico; il restante 25% alla Camera veniva eletto tramite sistema proporzionale con liste bloccate.
Il collegio venne abolito insieme a tutti gli altri che costituivano la Camera con la promulgazione della legge elettorale successiva, la cosiddetta Legge Calderoli. Questa prevedeva un sistema proporzionale con premio di maggioranza, che alla Camera veniva attribuito a livello nazionale.

## Territorio
Il collegio di Brescia - Flero era uno dei 74 collegi uninominali in cui era suddivisa la Lombardia e, come previsto dal D.Lgs. del 20 dicembre 1993 n. 536, era interamente compreso nella provincia di Brescia e comprendeva i seguenti comuni: Borgosatollo, parte del comune di Brescia, Flero e San Zeno Naviglio.

## Eletti
| Elezione | Elezione | Deputato         | Partito                 |
| -------- | -------- | ---------------- | ----------------------- |
|          | 1994     | Giulio Arrighini | Polo delle Libertà (LN) |
|          | 1996     | Paolo Corsini    | L'Ulivo (PDS)           |
|          | 1999 (S) | Aldo Rebecchi    | L'Ulivo (DS)            |
|          | 2001     | Stefano Saglia   | Casa delle Libertà (AN) |

## Dati elettorali

### XII legislatura

#### Risultati proporzionale
| Coalizioni        | Coalizioni           | Liste                           | Liste                              | Voti   | %     |
| ----------------- | -------------------- | ------------------------------- | ---------------------------------- | ------ | ----- |
|                   | Polo delle Libertà   |                                 | Lega Nord                          | 19.559 | 22,63 |
|                   | Polo delle Libertà   | Forza Italia                    | 17.733                             | 20,52  |       |
| Totale Coalizione | Totale Coalizione    | 37.292                          | 43,15                              |        |       |
|                   | Progressisti         |                                 | Partito Democratico della Sinistra | 11.417 | 13,21 |
|                   | Progressisti         | Rifondazione Comunista          | 4.621                              | 5,35   |       |
|                   | Progressisti         | Federazione dei Verdi           | 2.236                              | 2,59   |       |
|                   | Progressisti         | La Rete - Movimento Democratico | 1.504                              | 1,74   |       |
|                   | Progressisti         | Partito Socialista Italiano     | 1.138                              | 1,32   |       |
| Totale coalizione | Totale coalizione    | 20.916                          | 24,21                              |        |       |
|                   | Patto per l'Italia   |                                 | Partito Popolare Italiano          | 12.194 | 14,11 |
|                   | Patto per l'Italia   | Patto Segni                     | 4.571                              | 5,29   |       |
| Totale coalizione | Totale coalizione    | 16.765                          | 19,40                              |        |       |
|                   | Alleanza Nazionale   | Alleanza Nazionale              | Alleanza Nazionale                 | 5.715  | 6,61  |
|                   | Lista Pannella       | Lista Pannella                  | Lista Pannella                     | 3.745  | 4,33  |
|                   | Lega Alpina Lumbarda | Lega Alpina Lumbarda            | Lega Alpina Lumbarda               | 1.999  | 2,31  |
| Totale            | Totale               | Totale                          | Totale                             | 86.432 |       |

#### Risultati uninominale
|                               | Giulio Arrighini ✔️ Eletto | Polo delle Libertà (FI - LN - CCD - UDC) | 41 914 | 48,84 |  |  |  |  |  |
|                               | Dante Mantovani            | Progressisti                             | 20 481 | 23,86 |  |  |  |  |  |
|                               | Clara Venturini            | Patto per l'Italia                       | 14 199 | 16,54 |  |  |  |  |  |
|                               | Adriano Bosio              | Alleanza Nazionale                       | 5 985  | 6,97  |  |  |  |  |  |
|                               | Oscar Lopane               | Lista Marco Pannella - Riformatori       | 3 243  | 3,78  |  |  |  |  |  |
| Totale                        | Totale                     | Totale                                   | 85 822 | 100   |  |  |  |  |  |
|                               |                            |                                          |        |       |  |  |  |  |  |
| Fonte: Ministero dell'interno |                            |                                          |        |       |  |  |  |  |  |

### XIII legislatura

#### Risultati proporzionale
| Coalizioni        | Coalizioni                         | Liste                                     | Liste                              | Voti   | %     |
| ----------------- | ---------------------------------- | ----------------------------------------- | ---------------------------------- | ------ | ----- |
|                   | Polo per le Libertà                |                                           | Forza Italia                       | 15.622 | 18,71 |
|                   | Polo per le Libertà                | Alleanza Nazionale                        | 8.078                              | 9,68   |       |
|                   | Polo per le Libertà                | CCD-CDU                                   | 3.663                              | 4,39   |       |
| Totale coalizione | Totale coalizione                  | 27.363                                    | 32,78                              |        |       |
|                   | L'Ulivo                            |                                           | Partito Democratico della Sinistra | 15.303 | 18,33 |
|                   | L'Ulivo                            | Popolari per Prodi (PPI-SVP-PRI-UD-Prodi) | 5.708                              | 6,84   |       |
|                   | L'Ulivo                            | Rinnovamento Italiano                     | 3.035                              | 3,64   |       |
|                   | L'Ulivo                            | Federazione dei Verdi                     | 1.820                              | 2,18   |       |
| Totale coalizione | Totale coalizione                  | 25.866                                    | 30,99                              |        |       |
|                   | Lega Nord                          | Lega Nord                                 | Lega Nord                          | 22.253 | 26,65 |
|                   | Progressisti                       |                                           | Rifondazione Comunista             | 5.446  | 6,52  |
|                   | Lista Pannella - Sgarbi            | Lista Pannella - Sgarbi                   | Lista Pannella - Sgarbi            | 2.130  | 2,55  |
|                   | Movimento Sociale Fiamma Tricolore | Movimento Sociale Fiamma Tricolore        | Movimento Sociale Fiamma Tricolore | 429    | 0,51  |
| Totale            | Totale                             | Totale                                    | Totale                             | 83.487 |       |

#### Risultati uninominale
|                               | Paolo Corsini ✔️ Eletto | L'Ulivo             | 33 000 | 39,63 |  |  |  |  |  |
|                               | Gianpaolo Fasoli        | Polo per le Libertà | 26 891 | 32,29 |  |  |  |  |  |
|                               | Giulio Arrighini        | Lega Nord           | 23 386 | 28,08 |  |  |  |  |  |
| Totale                        | Totale                  | Totale              | 83 277 | 100   |  |  |  |  |  |
|                               |                         |                     |        |       |  |  |  |  |  |
| Fonte: Ministero dell'interno |                         |                     |        |       |  |  |  |  |  |

### XIII legislatura: elezioni suppletive
|                      | Aldo Rebecchi      | Centro sinistra - Democratici di Sinistra                                                   | 18 270 | 43,10 |  |  |  |  |
|                      | Giacomo Bontempi   | Polo per le Libertà                                                                         | 15 412 | 36,36 |  |  |  |  |
|                      | Battista Orizio    | Lega Nord Libertà - Pensionati Padani - Imprenditori Padani - APCA Terra - Cattolici Padani | 7 581  | 17,89 |  |  |  |  |
|                      | Alessandro Manzoni | Italia Unita                                                                                | 1 124  | 2,65  |  |  |  |  |
| Totale               | Totale             | Totale                                                                                      | 42 387 | 100   |  |  |  |  |
|                      |                    |                                                                                             |        |       |  |  |  |  |
| Voti non validi      | Voti non validi    | Voti non validi                                                                             | 2 677  | 5,94  |  |  |  |  |
| Votanti              | Votanti            | Votanti                                                                                     | 45 064 | 46,67 |  |  |  |  |
| Elettori             | Elettori           | Elettori                                                                                    | 96 550 |       |  |  |  |  |
| Data: 27 giugno 1999 |                    |                                                                                             |        |       |  |  |  |  |

### XIV legislatura

#### Risultati proporzionale
| Coalizioni        | Coalizioni              | Liste                   | Liste                                 | Voti   | %     |
| ----------------- | ----------------------- | ----------------------- | ------------------------------------- | ------ | ----- |
|                   | Casa delle Libertà      |                         | Forza Italia                          | 24.521 | 27,60 |
|                   | Casa delle Libertà      | Lega Nord               | 10.239                                | 11,52  |       |
|                   | Casa delle Libertà      | Alleanza Nazionale      | 9.917                                 | 11,16  |       |
|                   | Casa delle Libertà      | CCD-CDU                 | 2.123                                 | 2,39   |       |
|                   | Casa delle Libertà      | Nuovo PSI               | 555                                   | 0,62   |       |
| Totale coalizione | Totale coalizione       | 47.355                  | 53,29                                 |        |       |
|                   | L'Ulivo                 |                         | La Margherita (Dem - PPI - RI- UDEUR) | 14.898 | 16,77 |
|                   | L'Ulivo                 | Democratici di Sinistra | 10.177                                | 11,45  |       |
|                   | L'Ulivo                 | Il Girasole (FdV - SDI) | 1.829                                 | 2,06   |       |
|                   | L'Ulivo                 | Comunisti Italiani      | 1.174                                 | 1,32   |       |
| Totale coalizione | Totale coalizione       | 28.078                  | 31,60                                 |        |       |
|                   | Rifondazione Comunista  | Rifondazione Comunista  | Rifondazione Comunista                | 4.456  | 5,02  |
|                   | Lista Di Pietro         | Lista Di Pietro         | Lista Di Pietro                       | 3.153  | 3,55  |
|                   | Lista Pannella - Bonino | Lista Pannella - Bonino | Lista Pannella - Bonino               | 2.553  | 2,87  |
|                   | Partito Pensionati      | Partito Pensionati      | Partito Pensionati                    | 1.377  | 1,55  |
|                   | Democrazia Europea      | Democrazia Europea      | Democrazia Europea                    | 1.182  | 1,33  |
|                   | Fiamma Tricolore        | Fiamma Tricolore        | Fiamma Tricolore                      | 547    | 0,62  |
|                   | Libdem. Basta           | Libdem. Basta           | Libdem. Basta                         | 126    | 0,14  |
|                   | Abolizione scorporo     | Abolizione scorporo     | Abolizione scorporo                   | 26     | 0,03  |
| Totale            | Totale                  | Totale                  | Totale                                | 88.853 |       |

#### Risultati uninominale
|                               | Stefano Saglia ✔️ Eletto | Casa delle Libertà | 39 658 | 49,30 |  |  |  |  |  |
|                               | Francesco Tolotti        | L'Ulivo            | 32 362 | 40,23 |  |  |  |  |  |
|                               | Alessandro Manzoni       | Lista Di Pietro    | 3 535  | 4,39  |  |  |  |  |  |
|                               | Licia Gandossi           | Lista Emma Bonino  | 3 102  | 3,86  |  |  |  |  |  |
|                               | Maurizio Gadola          | Democrazia Europea | 1 793  | 2,23  |  |  |  |  |  |
| Totale                        | Totale                   | Totale             | 80 450 | 100   |  |  |  |  |  |
|                               |                          |                    |        |       |  |  |  |  |  |
| Fonte: Ministero dell'interno |                          |                    |        |       |  |  |  |  |  |